# Танкові війська СРСР
Танкові війська СРСР — рід військ в Червоній, а згодом — в Радянській армії, що мав на озброєнні танки, а також бронетехніку підтримки — самохідні артилерійські установки, бронетранспортери, бойові машини піхоти тощо.
Мали такі найменування з:
- 1929 року — механізовані війська (МВ)
- 1936 року — автобронетанкові війська (АБТВ)
- грудня 1942 року — бронетанкові та механізовані війська (БТіМВ)
- 1953 року — бронетанкові війська (БТВ)
- з 1960 року — танкові війська (ТВ).

## Передісторія
Поява танків пов'язана з необхідністю вирішити завдання прориву позиційної оборони, обладнаної в інженерному відношенні та насиченої артилерією, кулеметами та мінометами. Вперше під час Першої світової війни 1914—1918 рр. танки (32 машини Mark I) були використані англійцями в операції на річці Сомма (1916). А в 1917 році в районі міста Камбре англійські війська масовано застосували понад 350 танків за один день бою. Не зважаючи на їх технічну слабкість та тактичні помилки в застосуванні, танки показали себе як новий перспективний засіб, здатний у взаємодії з піхотою та артилерією долати позиційну оборону та розвивати тактичний успіх в оперативний.

### Броньові сили (1914—1929)
Поява броньових частин в російській армії відбулася 19 серпня 1914 року. Першим у світі формуванням нового роду військ (сил) була 1-ша автомобільна кулеметна рота, Озброєна 12-ма броньовими машинами з кулеметним та гарматним озброєнням. До середини 1917 року в російській армії налічувалося 7 бронепоїздів і 13 бронедивізіонів (близько 300 бронемашин).

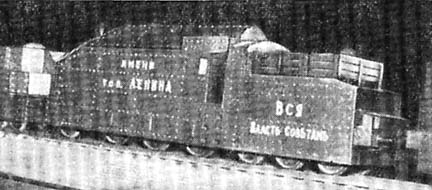
Бронепоїзд № 6 ім. Леніна.

Танків власного виробництва в Червоній Армії під час Громадянської війни у 1918—1920 роках не було; їх завдання виконували броньові сили, що складалися з автомобільних броньових загонів (автобронезагін), основу яких також становили бронемашини та бронепоїзди. У січні 1918 року була створена Рада броньових частин («Центроброня» (рос. Центробронь)) з управління всіма автоброньовими підрозділами та частинами республіки. У її функції входило розміщення державних замовлень на будівництво броньових автомобілів, а з квітня 1918 року і бронепоїздів. За період з листопада 1918 по березень 1921 року лише основними заводами, які виконували замовлення уряду, було виготовлено 75 типових бронепоїздів, 102 бронемайданчики та понад 280 броньових автомобілів.
«Центроброня» вирішувала також технічні, адміністративно-стройові та агітаційно-політичні завдання, а також здійснювала підготовку кадрів командного складу та молодших спеціалістів. У травні 1918 року в Москві відкрилася броньова школа з підготовки командирів бронечастин, а потім був розгорнутий Московський окремий автоброневий загін, де навчалися молодші спеціалісти автобронечастин. Частка підготовлених фахівців броньових частин у відсотках до чисельності особового складу неухильно зростала:
| Частини            | Кінець 1918 року | Кінець 1919 року | Кінець 1920 року |
| ------------------ | ---------------- | ---------------- | ---------------- |
| Бронепоїзди        | 45               | 58 — 60          | 71               |
| автобронезагони    | 45               | до 64            | 80               |
| Автотанкові загони | -                | -                | 11               |

У серпні 1918 року на базі «Центроброні» було створено Центральне, а потім Головне броньове управління. У грудні 1920 року на озброєння Червоної Армії почали надходити перші легкі радянські танки Сормівського заводу.
У березні 1919 року підрозділами 2-ї Української радянської дивізії в бою з французькими військами були захоплені французькі танки (тоді називалися гусеничні броньовики) «Рено FT-17», які послужили прототипом першого радянського танка КС.
Перша танкова частина на території РРФСР — броньовий дивізіон при Раднаркомі Радянської України — була створена в Харкові черкомом Селявкіним у 1919 році з трофейних французьких танків FT-17, захоплених у союзних експедиційних сил на Півдні Росії під Одесою. Згодом ця перша в СРСР танкова частина була перетворена в Танкову ескадру РСЧА (т. зв. «Лефортівську») (1922), основною ударною силою якої були трофейні британські танки Mark V.
У ході Громадянської війни виробилася практика застосування броньових частин. Вони представляли собою спеціальні військові частини, що призначалися для підтримки стрілецьких та кавалерійських дивізій, бригад та полків. У роки Громадянської війни броньові сили, не зважаючи на незначну питому вагу в армії (до кінця війни — 0,41 %), зіграли важливу роль у військових діях.
Рік потому, на початку вересня 1923 р., броньові сили піддалися новим організаційним змінам. Окремі невеликі автотанкові загони (бронезагони) були зведені у відносно велике з'єднання — «ескадру» танків, яка складалася з двох флотилій: важкої і легкої.

Оригінальний текст (рос.)
Год спустя, в начале сентября 1923 г., броневые силы подверглись новым организационным изменениям. Отдельные небольшие автотанковые отряды (бронеотряды) были сведены в относительно крупное соединение — «эскадру» танков, которая состояла из двух флотилий: тяжёлой и лёгкой.
— О. І. Радзієвський. Танковий удар. 1977
З 1928 року почалося виробництво танків МС-1 («малий, супроводу»). Вперше МС-1 (Т-18) були застосовані в бою під час конфлікту на КСЗ в листопаді 1929 року.

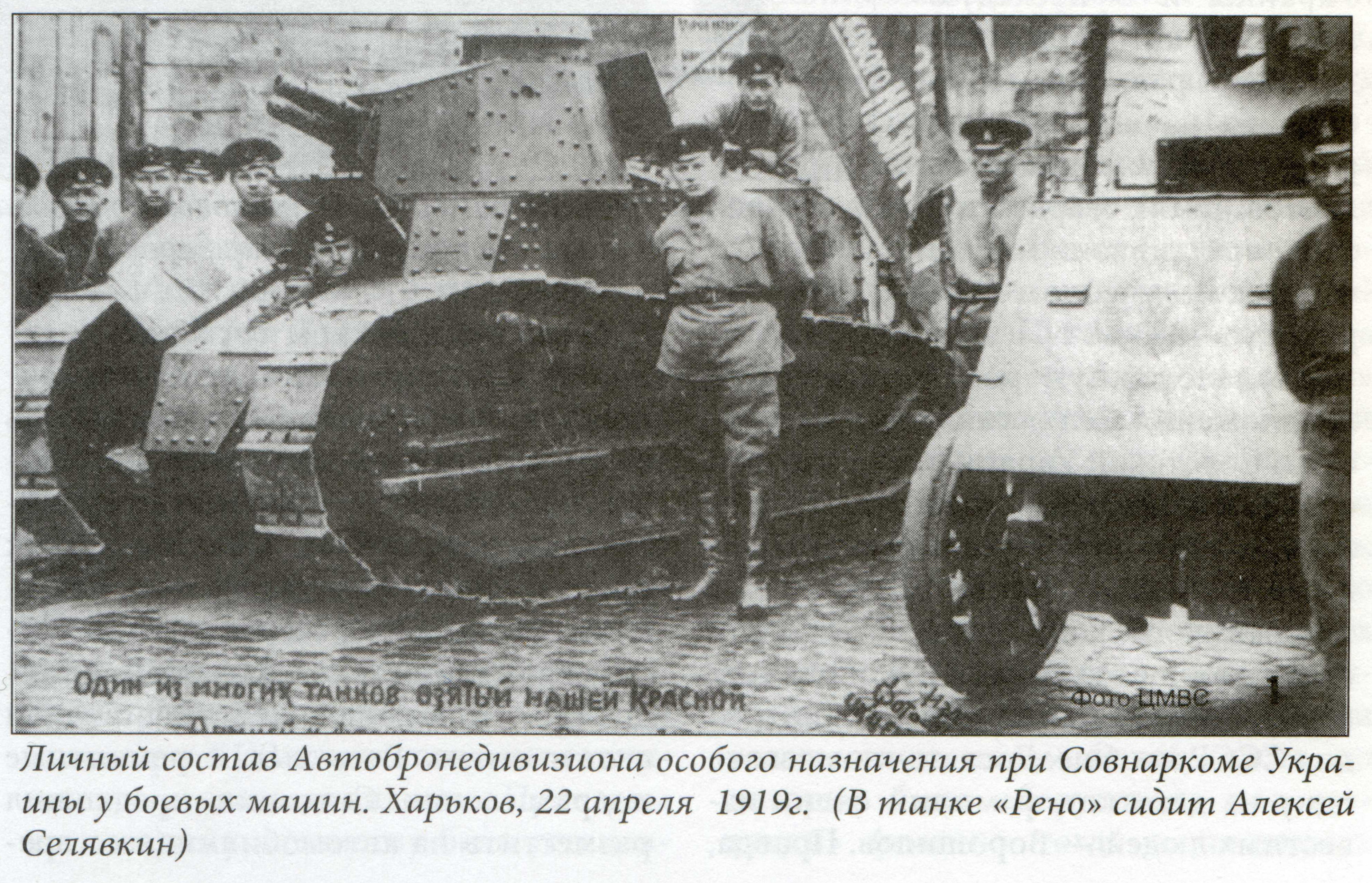
Бронедивізіон Раднаркому з трофейним французьким танком FT-17, захопленим під Одесою. Харків, Квітень 1919 року
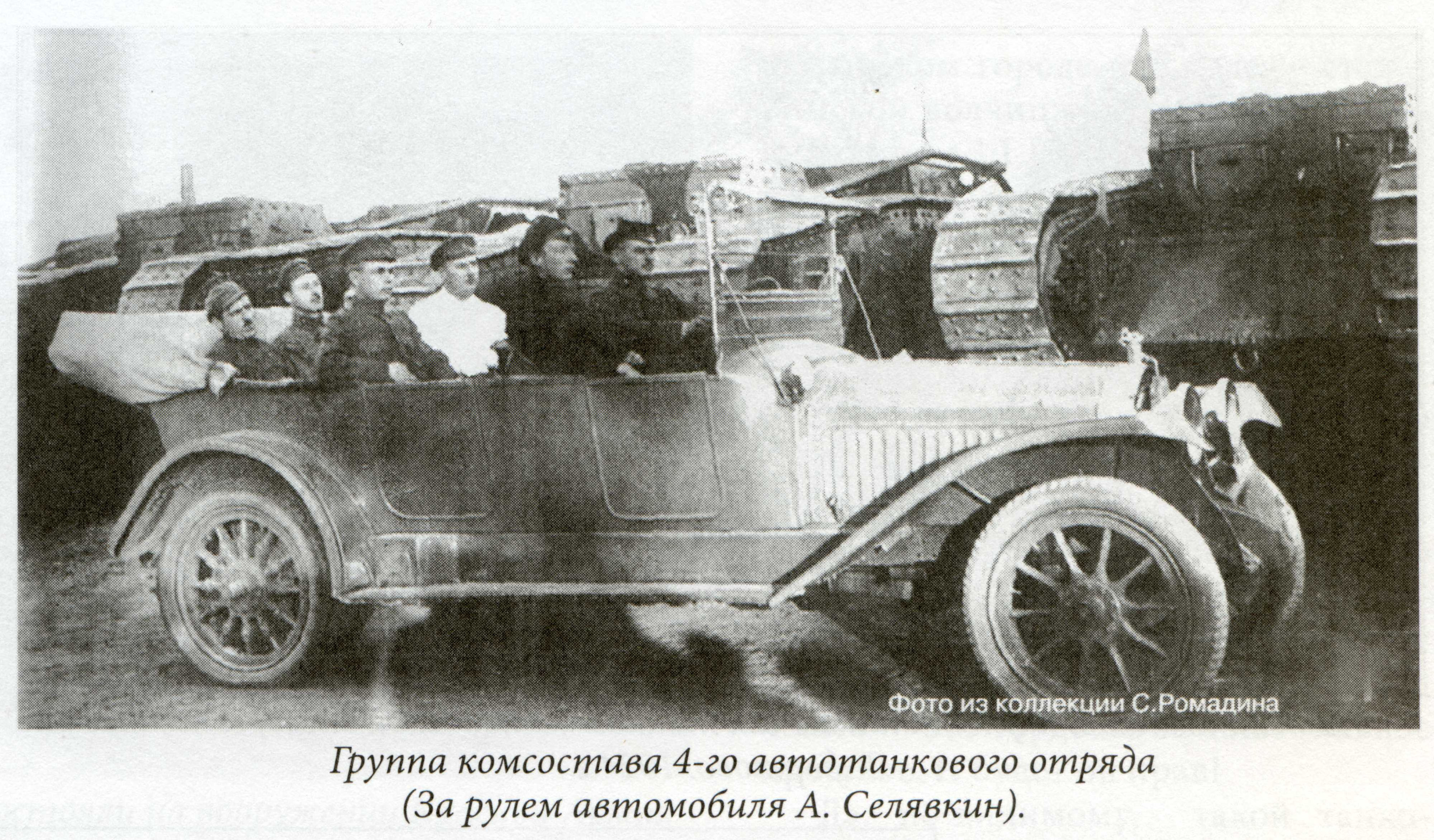
4-й танковий загін РСЧА з трофейних британських танків Mk.V. Харків, початок 1920-х
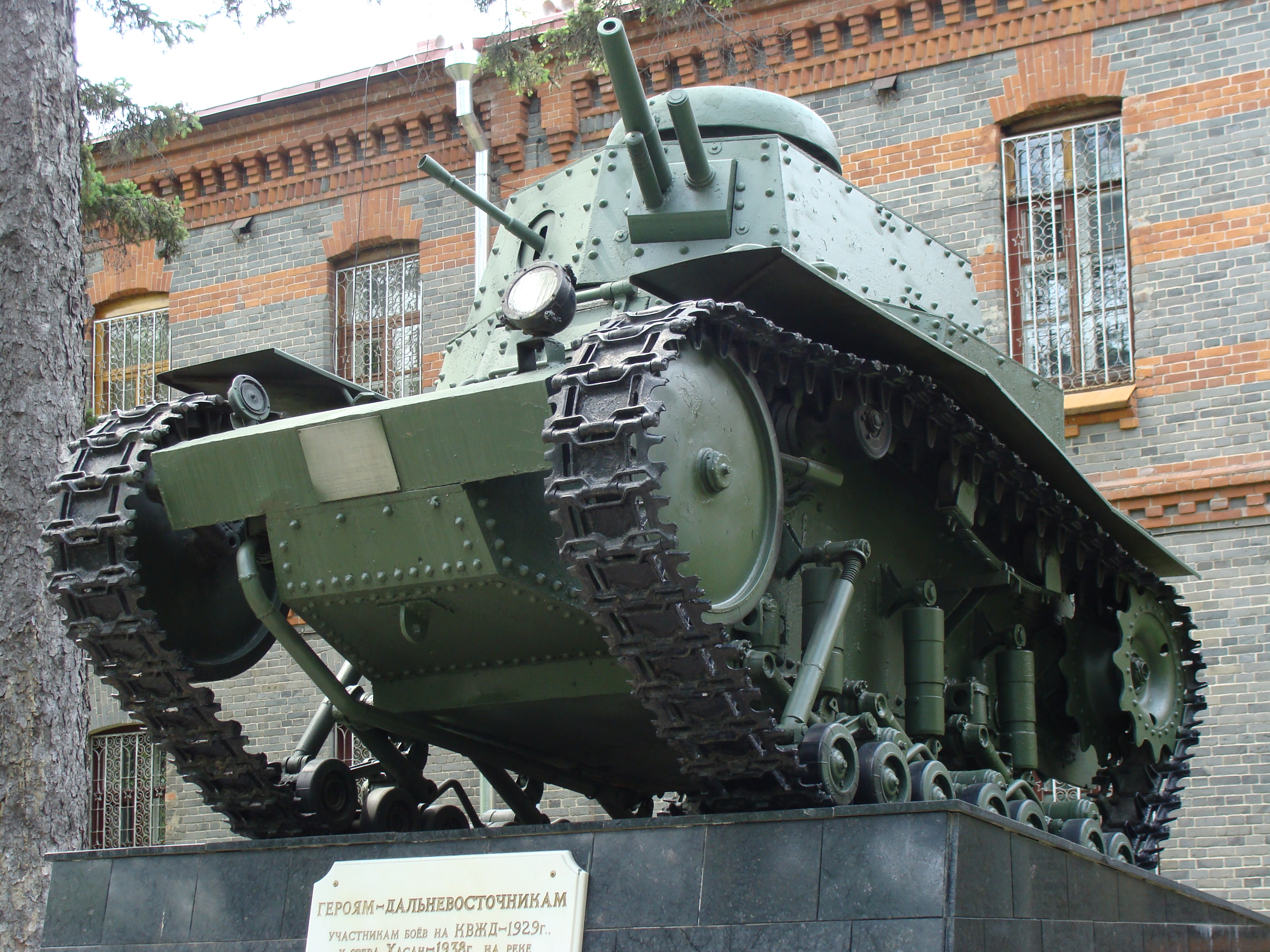
Радянський танк Т-18 (1928 рік), встановлений в Хабаровську

### Механізовані війська (1929—1936)
У 1929 році було створено Центральне управління механізації та моторизації РСЧА. Танки увійшли до складу механізованих військ. У 1930 році в 1-й механізованій бригаді був танковий полк, який налічував 110 танків. У 1932 році сформовані 11-й (в Ленінградському військовому окрузі) і 45-й (в Українському військовому окрузі) механізовані корпуси. Станом на 1932 рік в 45-му механізованому корпусі було понад 500 танків.
У 1932 році була заснована Військова академія механізації і моторизації РСЧА (нині Загальновійськова академія Збройних Сил Російської Федерації).
Локальні війни кінця 1930-х років і, особливо, французька кампанія 1940 показали вирішальну роль механізованих ударних з'єднань. Радянськими військовими теоретиками (С. Н. Аммосов, В. К. Триандафіллов, К. Б. Калиновський та ін.) були розроблені основи бойового застосування бронетанкових військ, які передбачали масоване використання танків на найважливіших напрямках. У середині 1930-х рр. це знайшло своє відображення в теорії глибокої операції і глибокого бою. Відповідно до концепції «глибокої наступальної операції», прийнятої в РСЧА, роль ударної сили відводилася механізованим корпусам. Основна ідея теорії полягала в нанесенні удару по всій глибині оборони противника з використанням артилерії, авіації, бронетанкових військ та повітряних десантів з метою завдати поразки всьому оперативному угрупованню противника. У ході глибокої операції досягалися дві мети — прорив фронту оборони противника одночасним ударом на всю його тактичну глибину та негайне введення угруповання рухомих військ для розвитку тактичного прориву в оперативний успіх.
У 1931—1935 роках на озброєння Червоної Армії почали надходити легкі, середні, а потім і важкі танки різних типів. Почався інтенсивний процес насичення військ автомобільною і бронетанковою технікою, яку необхідно було випробовувати і удосконалювати. У зв'язку з цим 4 квітня 1931 року наказом Реввійськради СРСР був створений 22-й Науково-випробувальний автобронетанковий полігон (НВАБП) Управління Механізації і моторизації Робітничо-Селянської Червоної Армії (військова частина (В/Ч) № 68054).

### Автобронетанкового війська (1936—1942)
Створення механізованих і танкових частин поклало початок новому роду військ, який отримав найменування автобронетанкових військ. Центральне управління механізації і моторизації у 1937 році було перейменовано в Автобронетанкове управління (а пізніше в Головне автобронетанкове управління).
До початку 1936 року було створено 4 механізовані корпуси, 6 окремих механізованих бригад, 6 окремих танкових полків, 15 механізованих полків кавалерійських дивізій та значну кількість танкових батальйонів і рот. Окремі танкові батальйони у складі стрілецьких дивізій призначалися для посилення стрілецьких частин та з'єднань при прориві оборони противника. Вони повинні були діяти разом з піхотою, не відриваючись від неї на велику відстань, і називалися танками безпосередньої підтримки піхоти (ТБПП).
До кінця 1937 року в РСЧА були 4 танкові корпуси, 24 окремі легкі і 4 важкі танкові бригади.
У 1938 році автобронетанкові війська отримали бойовий досвід біля озера Хасан (1938), а потім на річці Халхин-Гол (1939) і в Радянсько-фінській війні 1939—1940 рр. Виходячи з отриманого досвіду, були розроблені і до 1940 року прийняті на озброєння танки з потужнішою бронею і більш потужним озброєнням (середній танк Т-34-76 і важкий танк КВ-1).
У листопаді 1939 року, внаслідок оцінки досвіду застосування танків в Іспанії, були розформовані 4 механізовані корпуси, що залишилися, та введено новий тип з'єднання — моторизована дивізія. До травня 1940 року були створені 4 моторизовані дивізії (по 258 танків у кожній), окремі танкові та броньові бригади.
Однак 9 липня 1940 року НКО СРСР затвердив план відновлення механізованих корпусів. 4 жовтня НКО доповів Політбюро ЦК КПРС про завершення формування 8 мехкорпусів, 18 танкових і 8 механізованих дивізій. До 1 грудня 1940 року в РСЧА було 9 механізованих корпусів (в їх складі — 18 танкових і 9 моторизованих дивізій, а також 2 окремі танкові дивізії) і 45 танкових бригад (40 бригад Т-26 і 5 — БТ). У лютому—березні 1941 року почалося формування ще 20 мехкорпусів, 8 березня на засіданні Політбюро були затверджені їхні командири.

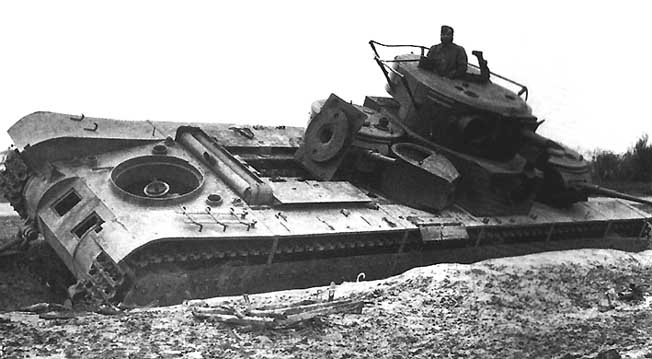
Т-35, кинутий екіпажем через несправність. Західна Україна, липень 1941 року.

Напередодні Великої Вітчизняної війни 1 червня 1941 року у складі Червоної Армії було 1392 танка нових типів — Т-34-76 та КВ-1. Ще 305 танків було вироблено в червні 1941 року. Таким чином кількість важких та середніх танків, що за ударною потужністю не мали аналогів у вермахту, на 22 червня 1941 року в Червоній Армії становила не менше 1392 одиниць. За загальною кількістю танків та штурмових гармат Червона Армія також мала чисельну перевагу: 15 687 проти 4171, зосереджених на східному фронті вермахтом.
У перші тижні військових дій механізовані корпуси наносили контрудари (Битва за Дубно — Луцьк — Броди, Лепельський контрудар), несли значні втрати та змушені були вести оборонні бої спільно зі стрілецькими військами. Великі втрати в танках та неможливість швидкого їх відновлення змусили радянське командування використовувати танки в цілях безпосереднього прикриття піхоти, для дій із засідок, підвищення стійкості оборони стрілецьких військ, для проведення поодиноких контратак. До осені 1941 року всі механізовані корпуси були розформовані (відповідно до директивного листа Ставки ВГК від 15 липня 1941 року), основними організаційними одиницями стали танкові бригади і окремі танкові батальйони. Великих з'єднань для проведення наступальних операцій радянське командування не мало.
На 1 грудня 1941 року в діючій армії залишилося 1730 танків. Радянський уряд вживав заходів по організації виробництва танків, внаслідок чого їх кількість в діючій армії швидко зростала: до 1 травня 1942 року — 4065, а до листопада — 6014 танків. Навесні 1942 року з'явилася можливість сформувати танкові, а пізніше й механізовані корпуси. Були створені також 2 танкові армії змішаного складу, в які входили танкові, механізовані та стрілецькі з'єднання — 3-тя і 5-та танкові армії. 16 жовтня 1942 року народний комісар оборони СРСР видав наказ, який вимагав використовувати танкові бригади і полки для безпосередньої підтримки піхоти, а танкові і механізовані корпуси як ешелони розвитку успіху з метою роз'єднання та оточення великих угруповань ворога.
Таким чином, протягом 1942 року була здійснена програма організаційного будівництва танкових військ, що дозволило до січня 1943 року мати в танкових військах дві танкові армії, 24 танкових (з них два були в стадії формування), 8 механізованих (два з них завершували формування) корпусів, а також значну кількість різних бригад та полків для БПП.

### Бронетанкові та механізовані війська (грудень 1942—1953)
У грудні 1942 року автобронетанкові війська стали називатися бронетанковими та механізованими військами. Було утворено Управління командувача бронетанковими та механізованими військами і введена посада командувача бронетанковими та механізованими військами.
У 1943 році на озброєння надійшли самохідно-артилерійські установки (СУ-122), які призначалися для мобільного вогневої підтримки танкових з'єднань. У танкових і механізованих корпусах було збільшено кількість танків, включені самохідно-артилерійські, мінометні та зенітні частини. 16 січня 1943 року указом Президії Верховної Ради СРСР були введено звання маршала бронетанкових військ.
Почалося формування танкових армій однорідного складу — у січні 1943 року з'явилися 1-ша і 2-га танкові армії До літа 1943 року вже було п'ять танкових армій, які складалися з двох танкових і одного механізованого корпусів, а також багато окремих танкових і механізованих корпусів.
Постійно зростала кількість танків, що брали участь в операціях: в Московській битві (1941—1942) брало участь 780 танків, в Сталінградській битві (1942—1943) — 979, в Білоруської операції (1944) — 5200, в Берлінської операції (1945) — 6250 танків і САУ. За словами генерала армії О. І. Антонова, «…друга половина війни пройшла під знаком переваги наших танків та самохідної артилерії на полях битв. Це дозволяло нам здійснювати оперативні маневри величезного розмаху, оточувати великі угруповання противника, переслідувати його до повного знищення».
Неодноразова і докорінна реорганізація цього роду військ за роки Великої Вітчизняної війни обумовлена змінами в способах ведення бойових дій в роки війни і була спрямована на досягнення постійної відповідності форм організації танкових військ способам ведення бою та операції. При цьому обмежуючим фактором були економічні можливості країни по виробництву озброєння та бойової техніки.
Тенденції розвитку танкових військ включали:

- постійне збільшення вогневої потужності і ударної сили частин, з'єднань та об'єднань;
- надання, особливо корпусам та арміям, необхідної автономності при веденні бойових дій у відриві від стрілецьких з'єднань;
- постійне прагнення до забезпечення всім організаційним формам високої рухливості та мобільності;
- забезпечення частинам, з'єднанням і об'єднанням можливостей для успішного ведення бою та операції в різних умовах місцевості;
- створення легкокерованої організації полків, бригад, корпусів і армій.

Одразу після закінчення Великої Вітчизняної війни танкові війська, розміщені в Східній Європі, були одним з найважливіших чинників по стримуванню правлячих кіл Великої Британії і США від проведення військової операції проти СРСР. Після аналізу співвідношення сил СРСР і колишніх союзників (1,56: 1 — по еквівалентним бронетанковим дивізіям; 2,53: 1 — по всім еквівалентним дивізіям сухопутних військ) план операції «Немислиме» був відправлений в архів, а наступні плани війни проти СРСР розроблялися вже на рівні НАТО. Згідно з планом оборони країни на 1947 рік, збройним силам ставилося завдання забезпечити цілісність кордонів на Заході та Сході, встановлених міжнародними договорами після Другої світової війни, бути в готовності до відбиття можливої агресії противника. У зв'язку зі створенням НАТО, з 1949 року почалося поступове збільшення чисельності радянських збройних сил: країна втягувалася в перегони озброєнь.
1 липня 1946 року Указом Президії Верховної Ради СРСР засноване професійне свято День танкіста в ознаменування великих заслуг бронетанкових та механізованих військ у розгромі противника в роки Великої Вітчизняної війни, а також за заслуги танкобудівників в оснащенні Збройних Сил країни бронетанковою технікою.

### Бронетанкові війська (1953—1960)
У 1953 році була введена посада начальника бронетанкових військ.
На озброєнні Радянської армії перебувало до 60 000 танків типу Т-54/55. Вони становили основу Радянської армії. Танкові війська були частиною бронетанкової стратегії.
Створення Т-55 дозволяло вести бойові дії в умовах ядерної війни.

### Танкові війська (1960—1991)
У грудні 1960 року створено Управління начальника танкових військ і введена посада начальника танкових військ.
У результаті перегонів озброєння до початку 1960-х років лише на західному ТБД було розгорнуто 8 танкових армій (з них 4 — в ГРВН). На озброєння надходили танки нових серій: Т-64 (1967), Т-72 (1973), Т-80 (1976), що стали основними бойовими танками Радянської Армії. Вони мали різну комплектацію за типом двигунів та інших важливих вузлів, що значною мірою ускладнювало їх експлуатацію та ремонт у військах.

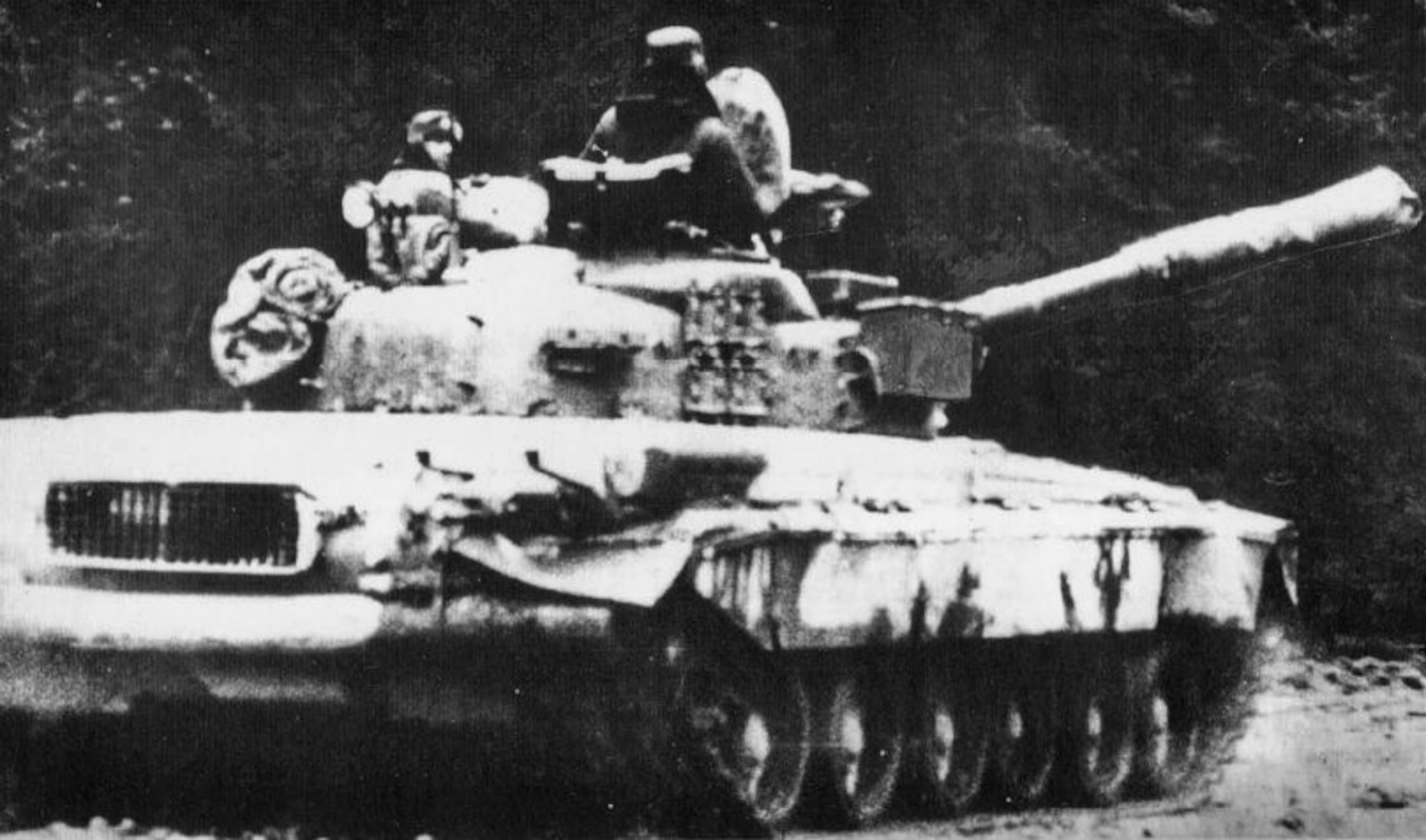
Т-80 під час маневрів, 25 березня 1986 року

Згідно з інформацією Міністерства оборони СРСР, на 1 січня 1990 року в строю було 63 900 танків, 76 520 бойових машин піхоти і бронетранспортерів. У період 1955—1991 рр. радянські танкові війська були найсильнішими у світі.
Відповідно до договору про звичайні збройні сили в Європі від 19 листопада 1990 року Радянський Союз зобов'язався скоротити звичайні озброєння на Європейській території до рівня 13 300 танків (було 20 694), 20 000 броньованих машин (було 29 348), 13 700 артилерійських гармат. Договір остаточно поставив хрест на можливості радянського танкового кидка, ознаменувавши завершення епохи великого танкового протистояння.

## Керівництво

### Начальники танкових військ Збройних Сил СРСР
1942—1954 — командувачі бронетанковими та механізованими військами, 1954—1960 — начальники бронетанкових військ, 1960—1977 — начальники танкових військ
- 1942—1947 — Я. М. Федоренко — генерал-лейтенант танкових військ (до 1943), генерал-полковник танкових військ (до 1944), маршал бронетанкових військ,
- 1947—1948 — П. С. Рибалко — маршал бронетанкових військ,
- 1948—1953 — С. І. Богданов — маршал бронетанкових військ,
- 1953—1954 — О. І. Радзієвський — генерал-полковник танкових військ,
- 1954—1969 — П. П. Полубояров — генерал-полковник танкових військ (до 1962), маршал бронетанкових військ,
- 1969—1977 — А. Х. Бабаджанян — маршал бронетанкових військ (до квітня 1975), головний маршал бронетанкових військ.

### Начальники Головного Автобронетанкового управління Міністерства оборони СРСР
- 1978—1987 — Ю. М. Потапов — генерал-полковник
- 1988—1992 — О. О. Галкін — генерал-полковник

## Галерея

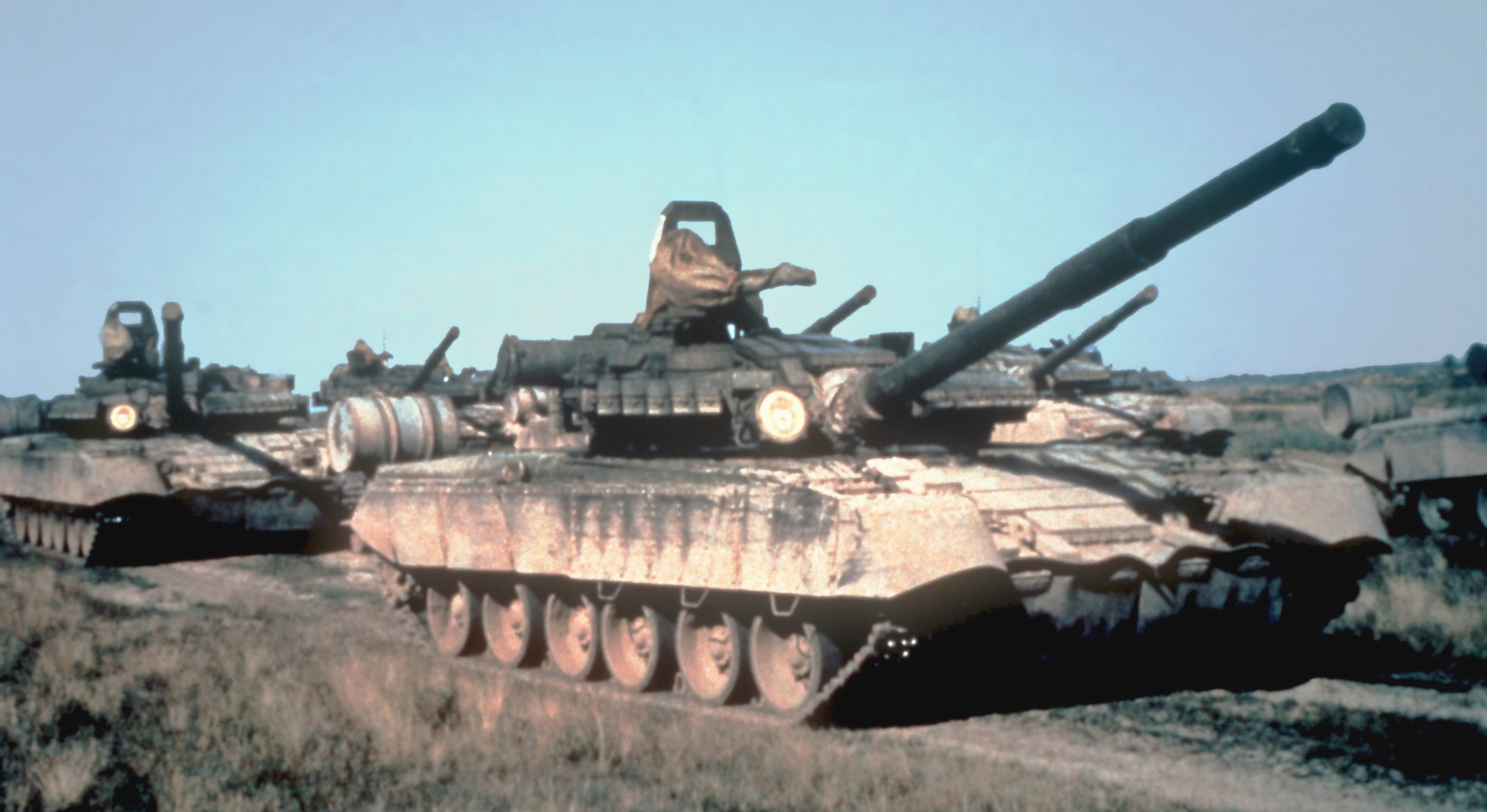
Основний бойовий танк Т-80 (1989 рік).

## Навчальні заклади
На 20 вересня 1941 року Головному автобронетанковому управлінню Червоної Армії були підпорядковані такі військово-навчальні заклади:
1. 1-ше Саратовське Червонопрапорне танкове училище.
2. 2-ге Саратовське танкове училище.
3. 3-тє Саратовське танкове училище.
4. Казанське танкове училище.
5. 1-ше Ульянівське Червонопрапорне танкове училище імені Леніна.
6. 2-ге Ульянівське танкове училище.
7. Сизранське танкове училище.
8. Сталінградське танкове училище.
9. Майкопське танкове училище імені Фрунзе.
10. 1-ше Харківське танкове училище імені Сталіна.
11. 2-ге Харківське танкове училище.
12. Чкалівське танкове училище.
13. Челябінське танкове училище.
14. Кунгурське танко-технічне училище.
15. 1-ше Горьківське автомотоциклетне училище.
16. 2-ге Горьківське автомотоциклетне училище.
17. Острогозьке автомотоциклетне училище.
18. Рибинське автотехнічне училище.
19. Камишинське тракторне училище.
20. Тракторне училище.
21. Червонопрапорні БТ Курси удосконалення комскладу Червоної Армії.
22. Казанські курси удосконалення військово-технічного складу АБТВ.
23. Харківські підвищені АБТ Курси удосконалення начскладу запасу Червоної Армії.
24. Солікамське аеросанне училище.
25. Котлаське аеросанне училище.

Станом на 1985 рік:
Військова академія:
1. Військова академія бронетанкових військ (Москва)

Вищі командні училища:
1. Благовіщенське вище танкове командне училище
2. Казанське вище танкове командне училище
3. Ташкентське вище танкове командне училище (Чірчік)
4. Ульянівське гвардійське вище танкове командне училище
5. Харківське гвардійське вище танкове командне училище
6. Челябінське вище танкове командне училище

Вищі інженерні училища:
1. Київське вище танкове інженерне училище
2. Омське вище танкове інженерне училище

## Друковані органи
Журнали
- «Журнал автобронетанкових військ» (1942—1944)[22]
- «Журнал бронетанкових і механізованих військ» (1944—1946)[22]
- «Танкіст», (1946—1960)[22]

## Нагороди
Під час німецько-радянської війни за бойові заслуги 68 танкових бригад отримали звання гвардійських, 112-ти присвоєні почесні найменування, а 114 — нагороджені орденами. До бригад, що отримали п'ять і шість орденів, належать 1-ша, 44-та, 47-ма, 50-та, 52-га, 65-та і 68-ма гвардійські танкові бригади.

### Герої Радянського Союзу
За час Великої Вітчизняної війни більше тисячі воїнів-танкістів були удостоєні звання Героя Радянського Союзу, а 17 із них — двічі, сотні тисяч нагороджені орденами та медалями.

### Двічі Герої Радянського Союзу
1. Капітан Архипов Василь Сергійович (21.3.1940 і 23.9.1944)
2. Гвардії генерал-майор Асланов Ази Ахад-огли (22.12.1942 і 21.6.1991)
3. Генерал-лейтенант танкових військ Богданов Семен Ілліч (11.3.1944 і 6.4.1945)
4. Підполковник Бойко Іван Никифорович (10.1.1944 і 26.4.1944)
5. Гвардії полковник Головачов Олександр Олексійович (23.9.1944 і 6.4.1945)
6. Гвардії полковник Гусаковський Йосип Іраклійович (23.9.1944 і 6.4.1945)
7. Гвардії полковник Драгунський Давид Абрамович (23.9.1944 і 31.5.1945)
8. Гвардії генерал-полковник танкових військ Катуков Михайло Юхимович (23.9.1944 і 6.4.1945)
9. Гвардії генерал-лейтенант танкових військ Кравченко Андрій Григорович (10.1.1944 і 8.9.1945)
10. Полковник Лелюшенко Дмитро Данилович (7.4.1940 і 6.4.1945)
11. Генерал-лейтенант Рибалко Павло Семенович (17.11.1943 і 6.4.1945)
12. Гвардії полковник Слюсаренко Захар Карпович (23.9.1944 і 31.5.1945)
13. Гвардії полковник Фомічов Михайло Георгійович (23.9.1944 і 31.5.1945)
14. Гвардії майор Хохряков Семен Васильович (24.5. 1944 і 10.4.1945)
15. Генерал-лейтенант Черняховський Іван Данилович (17.10.1943 і 29.7.1944)
16. Гвардії підполковник Шутов Степан Федорович (10.1.1944 і 13.9.1944)
17. Полковник Якубовський Іван Гнатович (10.1.1944 і 23.9.1944)

## Відображення у мистецтві
Кінематограф
- У 1939 році у фільмі «Трактористи» вперше прозвучав марш радянських танкістів, що став знаменитим на всю країну. У цьому ж фільмі вперше прозвучала пісня «На границе тучи ходят хмуро (Три танкиста)» (укр. На кордоні хмари ходять похмуро (Три танкіста)).
- Заснований на реальних подіях, фільм «Жайворонок» (1964) оповідає про втечу з полону радянських військовополонених танкістів на Т-34.
- Польський телесеріал «Чотири танкісти і пес» 1966 року став культовим фільмом не лише в Польщі, але і в інших країнах соціалістичного табору. Прототипом одного з головних героїв був реальний танкіст Віктор Васильович Тюфяков, кавалер чотирьох польських орденів і двох медалей (окрім радянських нагород).
- У 1969 році вийшов перший фільм «Вогняна дуга» радянської кіноепопеї «Визволення», що розповідає про Курську битву — найвідомішому битві, в якій брали участь радянські танкісти.
- У 1990 році режисер Ігор Шешуков зняв військову драму «Танк „Клим Ворошилов-2“».